# James Walker (Chemiker)

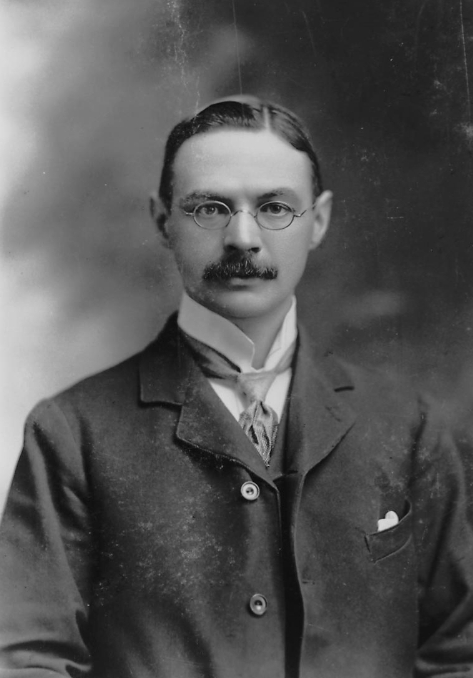
James Walker, um 1900

Sir James Walker FRS (* 6. April 1863 in Dundee, Schottland; † 6. Mai 1935) war ein britischer Chemiker auf dem Gebiet der Physikalischen Chemie.

## Leben
Walker war zunächst in der Flachsfaser- und Juteindustrie tätig, ehe er ein Studium der Naturwissenschaft an der University of Edinburgh aufnahm und dieses 1885 mit einem Bachelor of Science (B.S.) abschloss. Danach war er zuerst von 1887 bis 1889 Assistent von Professor Adolf von Baeyer an der Ludwig-Maximilians-Universität München sowie im Anschluss von Professor Wilhelm Ostwald an der Universität Leipzig. 1892 kehrte für kurze Zeit als Assistent an die University of Edinburgh zurück, wurde aber bald darauf Assistent von William Ramsay am University College London.
1894 nahm er schließlich den Ruf auf eine Professur für Chemie am University College Dundee an und lehrte dort bis 1908. Anschließend kehrte er an seine Alma Mater zurück und war zwischen 1908 und 1928 Professor für Chemie an der University of Edinburgh. Seit 1890 war er Mitglied der Royal Society of Edinburgh.
Während seiner Lehr- und Forschungstätigkeit beschäftigte er sich insbesondere mit der physikalischen Chemie wässriger Lösungen. Bereits 1895 führte er eine bahnbrechende Studie zu Kinetik und Reaktionsmechanismus bei der Umwandlung von Ammoniumcyanat in Harnstoff, einem Thema, dem er sich später viele weitere Male widmete.
Sein 1899 veröffentlichtes Lehrbuch Introduction to Physical Chemistry wurde zu einem Standardwerk auf diesem Gebiet und trug letztlich mit dazu bei, dass er 1900 Fellow der Royal Society wurde. Eine deutsche Übersetzung von Hellmuth von Steinwehr (Einführung in die physikalische Chemie) erschien bei Vieweg 1904 (3. Auflage 1921).
Während des Ersten Weltkrieges war er für die Organisation der Herstellung von Trinitrotoluol (TNT) in Edinburgh verantwortlich und war nach dem Krieg zwischen 1921 und 1923 Präsident der Chemical Society. Ebenfalls 1921 wurde er zum Knight Bachelor geschlagen und führte fortan das Adelsprädikat „Sir“.
Walker wurde schließlich 1926 wegen seiner Arbeiten auf dem Gebiet der Theorie der Ionisation mit der Davy-Medaille der Royal Society die höchste britische Auszeichnung für Wissenschaftler auf dem Gebiet der Chemie verliehen.

## Quelle
- Chambers Biographical Dictionary, Edinburgh 2002, ISBN 0-550-10051-2, S. 1564